# Jože Hudales (etnolog)
Jože Hudales, slovenski etnolog in pedagog, * 7. junij 1955, Celje.

## Življenjepis
Po diplomi iz zgodovine in sociologije 1979 na ljubljanski Filozofski fakulteti je prav tam 1995 magistriral iz etnologije. Leta 1980 se je zaposlil v Muzeju Velenje in 1985 prevzel njegovo vodstvo, se posvetil raziskovanju lokalne zgodovine Šaleške doline in premogovništva ter se ukvarjal z etnološko muzeologijo.
Na Oddelku za etnologijo Filozofske fakultete Univerze v Ljubljani predava Zgodovino slovenske etnologije in kulturne antropologije, Etnološko muzeologijo, Historično antropologijo, Sodobne raziskovalne dosežke. Vodi vaje iz muzeologije, Uvoda v metodologijo in terenske seminarske vaje.
Sam ali v soavtorstvu je pripravil več odmevnih muzejsko-konservatorskih projektov: Zgodovina slovenskega premogovništva (1982), Velenje na starih razglednicah (1986), Rekonstrukcija trgovine (1990), Kavčnikova domačija (1992), Multimedijska predstavitev slovenskega premogovništva (1999) ter sodeloval pri ureditvi Muzeja premogovništva Slovenije v Velenju (2000).
Projekta Kavčnikova domačija ter muzejska zasnova in postavitev Muzeja premogovništva Slovenije v Velenju sta bila nominirana za najboljši muzej leta v Evropi, slednji tudi uvrščen med pet najboljših evropskih muzejev v Evropi za leto 2000. Od leta 2000 dalje se intenzivno posveča teoretičnim raziskavam s področja etnološke muzeologije in raziskavam razvoja etnoloških in antropoloških muzejskih zbirk na Slovenskem in v Evropi. S tega področja je napisal vrsto člankov in doktoriral leta 2004 s temo Institucionalni in konceptualni razvoj etnologije v slovenskih muzejih.

## Nagrade in priznanja
- 2001: Valvasorjevo priznanje za Muzej premogovništva Slovenije[2]